# A négy muskétás, avagy a lepel lehull
A négy muskétás, avagy a lepel lehull 1974-ben bemutatott színes, francia filmvígjáték. Eredeti címe: Les Quatre Charlots mousquetaires. A produkció Id. Alexandre Dumas A három testőr című 1844-ben megjelent kalandregényének szabad feldolgozása, amely a négy szolga (Planchet, Grimaud, Mousqueton és Bazin) szemszögén át mutatja be a legendás hősök kalandjait. Folytatása: A négy muskétás, avagy majd mi megmutatjuk, bíboros úr!

## A cselekmény
|  | Alább a cselekmény részletei következnek! |

A négy testőr most csak mellékszereplő (Jean Valmont, Georges Mansart, Yvan Tanguy és Gib Grossac)

Párizs a XVII. században. XIII. Lajos, francia király és Tréville úr, a muskétások parancsnoka kitünteti a gárda négy legjobb testőrét, d’Artagnant, Athost, Porthost és Aramist. Közben egy városi fogadóban szolgáik az ő hőstetteiknek a megéneklésével szórakoztatják a közönséget. Planchet, Grimaud, Bazin és Mousqueton azt állítják, hogy a legendás tetteket valójában ők, és nem gazdáik hajtották végre. A négy testőr közben szintén megérkezik a fogadóba, és véget vetnek a mulatságnak. A vendégek egyike egy író, egy bizonyos Dumas, aki érdeklődik a szolgák tettei iránt, Planchet pedig elmeséli neki, miként is történtek a dolgok valójában.
Nem sokkal korábban Planchet még éhesen kóborolt Párizs utcáin, és hasztalan próbált valami munkát találni. Az egyik próbálkozásakor durván a földre lökték, és talán még meg is verték volna, ha nem jelenik meg d’Artagnan. A délceg testőr szolgálatába fogadta az ügyesnek látszó fiút, aki meg is hálálta a bizalmat. Egy nap azonban d’Artagnan azzal a hírrel jött haza, hogy párbajozni fog Athosszal, Porthosszal és Aramisszal, mivel a számára akkor még ismeretlen testőrökkel konfliktusba keveredett. Planchet jól ismerte a nevezett urak szolgáit, és rögvest találkozott is velük egy fogadóban, hogy kifundáljanak valamit az értelmetlen hármas párbaj meghiúsítására. Végül azt találták ki, hogy a bíboros gárdistáinak öltözve fognak megjelenni a helyszínen. A zseniális terv kivitelezésébe azonban hiba csúszott, ugyanis a csetepaté helyszínén a bíboros igazi gárdistái is megjelentek. A négy szolga sajátos ötletekkel igyekezett segíteni gazdáiknak a gárdisták elleni küzdelemben: az még a tapintatosabb módszereik közé tartozott, hogy mindenféle mezőgazdasági szerszám segítségével némelyik gárdistáról egyszerűen leszaggatták a nadrágot. Az összecsapás végén a testőrök és az ő oldalukon harcba szállt d’Artagnan a legjobb barátságban váltak el, a gárdisták viszont sajgó fertályaikkal alig bírtak a bíboros bizalmi embere, Joseph atya színe elé vánszorogni. Később Őeminenciája, Richelieu bíboros viszont kénytelen volt tudomásul venni, hogy a király és Tréville úr csak tessék-lássék vonták felelősségre a 4 testőrt, és magukban jót mulattak a gárdisták felsülésén. A palota folyosóján d’Artagnan véletlenül nekiütközött a királyné bizalmasának, Constance-nak. A bájos teremtés azonnal megdobogtatta az ifjú testőr szívét. Constance rövidesen szigorúan titkos megbízatással indult neki az éjszakai Párizsnak, hogy a palotába csempéssze a királyné titkos imádóját, Buckingham herceget, a brit miniszterelnököt. A bíboros gárdistái azonban követték.

Buckingham herceg és Anna királyné (Bernard Haller és Catherine Jourdan)

 A lány egy fogadóba menekült előlük. Itt újabb csetepaté alakult ki a gárdisták és az épp jelen lévő testőrök között, ám a szolgák ismét gazdáik oldalán, sajátos módszereikkel avatkoztak be az összecsapásba. A felfordulásban Constance elillant, hogy teljesítse küldetését, de a bíboros emberei mégis elrabolták. Szerencsére a szolgák figyelmét ez sem kerülte el. Beavatkozásuknak köszönhetően Constance helyett rövidesen Joseph atya került a kínpadra, hogy a szolgák meg tudják szöktetni a bájos hölgyet. Természetesen a történtek után szó sem lehetett arról, hogy Constance visszatérjen a palotába, ezért helyette a női ruhába öltözött Bazin és Mousqueton jelentkeztek szolgálatra a királynénál. Planchet és Grimaud közreműködésével sikerült Buckinghamet a Louvre-ba juttatni. A találkán a királyné egy értékes nyakláncot adott ajándékba az udvarlójának. Sejtelmük sem volt azonban arról, hogy Joseph atya lyukakat fúrt a falba, és mindent kihallgatott. Őeminenciája bizalmi embere a gárdisták élén rögvest a királyné lakosztálya felé indult, hogy in flagranti érje a párt. Nem volt más megoldás, Mousqueton és Buckingham ruhát cseréltek. Az előkelő ruhát viselő szolga maga után csalta a gárdistákat, miközben a nőnek öltözött Bazin kivezette a palotából a szintén nőnek álcázott Buckinghamet. A csel bevált, ám Mousqueton végül a Bastille-ba került, a testőrök mellé, akik a fogadói összecsapás következményeként kerültek tömlöcbe. A többiek azonban akcióba léptek: Grimaud a király, Planchet a bíboros, Bazin pedig Joseph atya ruhájába bújva jelentek meg a Bastille-ban, hogy kiszabadítsák a foglyokat. Tervük már-már bevált, amikor megérkezett az igazi király a valódi bíborossal és Joseph atyával…

## Érdekességek

Richelieu bíboros és Joseph atya (Bernard Haller és Paul Préboist)

- A négy szolga szerepét a Les Charlots nevű énekes-komikus csapat tagjai játszották: Gérard Rinaldi, Gérard Filippelli, Jean Sarrus és Jean-Guy Fechner. Ők szerezték és adták elő a betétdalokat is. Az együttes az 1970-es években igen népszerű volt Franciaországban és az egész európai kontinensen, noha a kritikusok szerint nem az igényes, inkább a blőd, infantilis humort képviselték. Legismertebb filmjeiket Magyarországon is bemutatták: Bolondos újoncok; A stadion őrültjei; A Charlotok bejárják Spanyolországot.
- André Hunebelle (1896–1985) rendező 1953-ban már megfilmesítette Dumas regényét, akkor még teljesen hagyományos felfogásban.
- Lényegében Hunebelle testőrparódiáival egyidőben Richard Lester kétrészes szuperprodukciót forgatott Dumas regényéből: A három testőr, avagy a királyné gyémántjai, A négy testőr, avagy a Milady bosszúja. Lester filmjében Geraldine Chaplin játszotta Anna királynét, míg Hunebelle-nél Geraldine húga, Josephine Chaplin Constance szerepét kapta.
- Bernard Haller kettős szerepet alakított: ő volt Richelieu bíboros és Buckingham herceg. A filmben (és állítólag egykoron a valóságban is) mindkét személy a francia királyné után epekedett.
- Rochefort gróf megformálója, Jacques Seiler Athos szolgája, Grimaud szerepét alakította a Dumas-regény 1961-es, ugyancsak kétrészes filmváltozatában, melyet Bernard Borderie rendezett.
- A Tv2 magyar kereskedelmi tévéadó 2003 októberében műsorra tűzte Hunebelle kétrészes filmjét, ám ismeretlen okokból felcserélték a két részt: október 21-én, 12.25-től a második epizódot sugározták, a rákövetkező napon, 12.15-től pedig az első rész került adásba. A tévedés azért volt meglepő és zavaró, mert összefüggő történetről van szó, ráadásul a második epizód az első rész cselekményének rövid, képes összefoglalójával kezdődik. 2004-ben az Intersonic DVD-n adta ki mindkét epizódot Magyarországon és Csehországban, ám a címeket a kiadó is összekeverte.

## Magyar kritikai visszhang
„…A négy muskétásban az örökzöld dumas-i aranytéma tér vissza, csakhogy most d’Artagnan, Athos, Porthos és Aramis ügyes és mindenre elszánt szolgáinak főszereplésével, akiket a megátalkodottan bohóckodó, hancúrozó négy fiatal Charlot alakít. Igazuk van, tőlük sem szabad megtagadni a történelmi dicsőség négy szép sugarát. A legmulatságosabb, amikor egyszerre két XIII. Lajos és Richelieu bíboros szaladgál a vásznon, és jól fenéken deheroizálják egymást. A filmben több a jól eltalált sikeres kapásrúgás, mint manapság egy NB I-es meccsen.”

(Sas György kritikája. Film Színház Muzsika 1975/7, 1975. február 15., 9. oldal)

## Szereposztás
| Szerep                                 | Színész           | Magyar hangja (1. szinkron, 1977) | Magyar hangja (2. szinkron)  |
| -------------------------------------- | ----------------- | --------------------------------- | ---------------------------- |
| Planchet                               | Gérard Rinaldi    | N/A                               | Pusztaszeri Kornél           |
| Mousqueton                             | Gérard Filippelli | N/A                               | Schnell Ádám                 |
| Bazin                                  | Jean Sarrus       | N/A                               | Crespo Rodrigo               |
| Grimaud                                | Jean-Guy Fechner  | N/A                               | Czvetkó Sándor               |
| Constance Bonacieux                    | Josephine Chaplin | N/A                               | Rudolf Teréz                 |
| XIII. Lajos király                     | Daniel Ceccaldi   | Szatmári István                   | Haás Vander Péter            |
| Joseph atya                            | Paul Préboist     | Körmendi János                    | Balázs Péter                 |
| Richelieu bíboros / Buckingham hercege | Bernard Haller    | N/A                               | Rosta Sándor / Mihályi Győző |
| Milady de Winter                       | Karin Petersen    | N/A                               | Náray Erika                  |
| Anna királyné                          | Catherine Jourdan | N/A                               | Györgyi Anna                 |
| Rochefort gróf                         | Jacques Seiler    | N/A                               | Szombathy Gyula              |
| D’Artagnan                             | Jean Valmont      | N/A                               | Csernák János                |
| Athos                                  | Yvan Tanguy       | N/A                               | Juhász György                |
| Porthos                                | Gib Grossac       | N/A                               | Kerekes József               |
| A Bastille parancsnoka                 | Bernard Menez     | N/A                               | Pálfai Péter                 |
| Aramis                                 | Georges Mansart   | N/A                               | Dózsa Zoltán                 |
| Tréville kapitány                      | Robert Favart     | N/A                               | Lázár Sándor                 |
| id. Alexandre Dumas író                | Jacques Legras    | N/A                               | Varga Tamás                  |

További magyar hangok
- 1. szinkron: Balogh Emese, Csikos Gábor, Gelley Kornél, Gera Zoltán, Horváth Gyula, Inke László, Kaló Flórián, Kern András, Miklósy György, Oszter Sándor, Sáfár Anikó, Szabó Ottó, Szakács Eszter, Szakácsi Sándor, Sztankay István, Tahi Tóth László
- 2. szinkron: Bolla Róbert, Seder Gábor, Várkonyi András